# 아무르삵
아무르삵(영어: Amur leopard cat; 학명: Prionailurus bengalensis euptilura) 또는 쓰시마삵(対馬山猫 쓰시마야마네코[*])은 식육목 고양이과에 속하는 삵의 아종이다. 한반도와 일본 나가사키현의 최북단 도서 지역인 쓰시마섬에 주로 서식하고 있다. 그러나 쓰시마삵은 일본에서도 멸종 위기종으로 보호를 받고 있어, 1970년대 이후 급격히 감소되는 추세이기도 하며 현재는 80여 두만 남아 있는 실정이기도 하자, 이를 취지로 개선하기 위해 쓰시마 야생생물 보호센터까지 발족시키는 결과가 반영되었기 때문이다.
이와 같이 수년 안으로 사라질 운명에 처하게 되는 품종으로 쓰시마시 당국의 관찰이 필요하게 되는 품종 중의 하나이기도 하다.

## 특징
- 신체 : 50~80cm
- 체중 : 3~5kg
- 수명 : 8~10년 (최대 12년)
- 생식 수 : 80~110두 (일본의 2010년대 전반을 기준으로 하는 통계 추이에 따름)
- 특이 사항 : 귓속에 흰색의 반점을 띔

## 같이 보기
- 시베리아호랑이
- 아무르표범
- 삵
- 몽골 늑대
- 아무르